# Anna-Liisa Tilus
Anna-Liisa Tilus, nota anche con il cognome del marito Väisänen (Himanka, 17 dicembre 1964) è una conduttrice televisiva, annunciatrice televisiva e modella finlandese.
Vinse il titolo di Miss Finlandia nel 1984, e raggiunse la finale anche alla successiva edizione di Miss Mondo.
Si è affermata come conduttrice televisiva grazie ai programmi condotti su Yle TV1, della televisione di stato finlandese.

## Vita privata
Dal 1988 al 2013 è stata sposata col produttore Antti Väisänen, dal quale ha avuto due figli, i calciatori Sauli Väisänen e Leo Väisänen.